# Данково (Воронежская область)
Данково — село в Каширском районе Воронежской области. Административный центр Данковского сельского поселения.

## География
Расположено в 45 км к юго-востоку от Воронежа.

## История
Данково возникло в 1768 году, когда на земли по реке Хворостань, ранее принадлежавшие Покровскому девичьему монастырю, хлынул поток переселенцев из центральных уездов России. Название Данково дали ему переселенцы из Данковского уезда.
В первой половине ХVIII в. на месте будущего села находился хутор Черницын, состоящий из 2–3 дворов.
В 1770 году переселенцы построили церковь Покрова Пресвятой Богородицы, вокруг которой образовался Новопокровский приход. В 1817 году — деревянный храм, за ветхостью и теснотой, был разобран, а богослужение перенесено в новую каменную церковь под тем же названием. Её сооружение началось в 1809 году, а освящение храма состоялось 1 октября 1821 года.
20 октября 1918 года создана первая Данковская партийная ячейка, в которой насчитывалось 20 большевиков. Организатором её являлся Я. Марон. Секретарем партийной ячейки избран Новиков Алексей Дмитриевич. 8 февраля 1919 года все ячейки объединились в одну партийную организацию Данковской волости.
В период коллективизации были созданы колхозы:
1. В Казьмодемьяновка — колхоз имени Ворошилова — в 1929 году (первым председателем был Кучин Трофим Сергеевич).
2. В Данково — «Красный Октябрь» — в 1930 году (первым председателем был Маслов Егор Павлович).
3. В Ситском — имени 3-го райсъезда Советов — в 1931 году (первым председателем был Мокшин Максим Иванович).

В годы Великой Отечественной войны около 700 данковцев ушло на битву с немецким фашизмом и героически сражались на фронтах:
- вернулись домой — 267 человек,
- не вернулось — 428 человек,
  - из них убито — 165 человек,
  - пропало без вести — 263 человека.

В послевоенные годы 10 полеводов удостоены звания Героя Социалистического Труда.
К 15 февраля 1958 года колхозы объединились в один — «40 лет Октября» и его председателем стал Ворошилов Константин Ильич.
В 1990-е годы в селе появилось фермерское движение. В настоящее время на территории Данковского поселения более 40 фермерских хозяйств.

## Население
| 1859 | 1900 | 1926 | 1975 | 1990 | 2000 | 2007 | 2011 | 2015 |
| ---- | ---- | ---- | ---- | ---- | ---- | ---- | ---- | ---- |
| 836  | 1525 | 1504 | 1383 | 1388 | 1302 | 1329 | 1220 | 1221 |

## Достопримечательности
- Воинское захоронение № 605 — братская могила в честь погибших или пропавших людей из сельского поселения в период Великой Отечественной войны.

## Известные жители и уроженцы
- Еничева, Мария Павловна (1928—2001) — Герой Социалистического Труда.
- Панов, Иван Митрофанович (1927—2006) — главный редактор газеты «Красная звезда» (1985—1992), генерал-лейтенант.
- Красикова, Екатерина Фёдоровна (1928—2017) — Герой Социалистического Труда. Звеньевая колхоза «Красный Октябрь» Лево-Россошанского района, Воронежской области.
- Рыжков, Иван Иванович (1912—1989) — Герой Социалистического Труда, бригадир тракторной бригады.
- Вера Михайловна Саломатина (1924—1981) — советский передовик производства в сельском хозяйстве. Герой Социалистического Труда (1948).